# Марианна Колосова
Мариа́нна Ко́лосова (настоящее имя — Ри́мма Ива́новна Виногра́дова, в замужестве Покро́вская; 14 июня 1901, Ново-Обинское — 6 октября 1964, Сантьяго) — русская поэтесса.

## Биография
Родилась 14 июня 1901 года в селе Ново-Обинском (ныне Новообинка, Новообинский сельсовет Петропавловского района, Алтайского края) в семье псаломщика Пророко-Ильинской церкви Ивана Михайловича Виноградова и его жены Раисы Яковлевны. Иван Михайлович, 1870 года рождения, служил псаломщиком в Новообинке с 1889 года, и был сыном священника Михаила Ефимовича Виноградова, который тоже служил священником в Новообинке с апреля 1882 года по март 1888 года, а до этого длительное время был в Новообинке псаломщиком.
3 октября 1916 года в селе Ложкино (ныне Целинного района Алтайского края) от катара желудка скончалась мать Риммы — Раиса Яковлевна.
30 мая 1919 года окончила 7 педагогический класс Томского епархиального женского училища. С июня 1919 по август 1920 год была служащей Бийского уездного комитета всеобщей трудовой повинности. 25 августа 1920 года подала заявление в Томский отдел народного образования о зачислении кандидаткой на юридический факультет Томского университета. 4 сентября 1920 года она была зачислена в Томский университет.
По словам Риммы в её интервью Юрию Холмину в газете «Рупор» от 28 января 1935 года, в 1920 году она познакомилась с Валерианом Куйбышевым. Их роман, длившийся три месяца, закончился разрывом. Римма уехала во Владивосток, а в 1922 году перебралась в Харбин.
В 1926 году начались публикации её стихов в журнале «Рубеж» и других эмигрантских журналах и газетах. Публиковалась под псевдонимами Джунгар, Елена Инсарова, Н. Юртин, Марианна Колосова.
В 1928 году в Харбине была опубликована первая книга стихов Марианны Колосовой — «Армия песен», в 1930 году в Харбине вышла вторая книга «Стихи» (ошибочно называемая «Господи спаси Россию»), в 1932 году в Харбине вышла третья книга «Не покорюсь!», в 1934 году в Харбине вышла четвёртая книга «На звон мечей».
5 января 1936 года Марианна Колосова перебирается в Шанхай, где в 1937 году вышла последняя книга стихов «Медный гул». В Харбине Марианна Колосова познакомилась со своим мужем Александром Николаевичем Покровским.
В 1945 году Марианна Колосова получила советское гражданство, однако после начавшейся в СССР травли писателей Михаила Зощенко и Анны Ахматовой она отказалась от советского паспорта.
В начале 1949 года началась эвакуация белоэмигрантов на Филиппины. Из филиппинского Тубабао белоэмигранты отфильтровывались американской администрацией по разным странам. Марианну Колосову с Александром Покровским в числе неблагонадёжных с точки зрения американцев приютила Южная Америка — Бразилия, а затем Чили.
6 октября 1964 года, не дожив 18 дней до восстановления дипломатических отношений между Чили и СССР, Марианна Колосова умерла и похоронена на кладбище в Пуэнте-Альто.
Её муж Александр Покровский пережил жену на 15 лет.
После смерти Александра Покровского библиотека Марианны Колосовой была разделена на три части.
Одна из частей попала в открытый в Сантьяго в 1966 году русский центр при посольстве СССР в Чили.